# Cyrtogaster reburra
Cyrtogaster reburra is een vliesvleugelig insect uit de familie Pteromalidae. De wetenschappelijke naam is voor het eerst geldig gepubliceerd in 1989 door Heydon.